# Wildenroth (Grafrath)

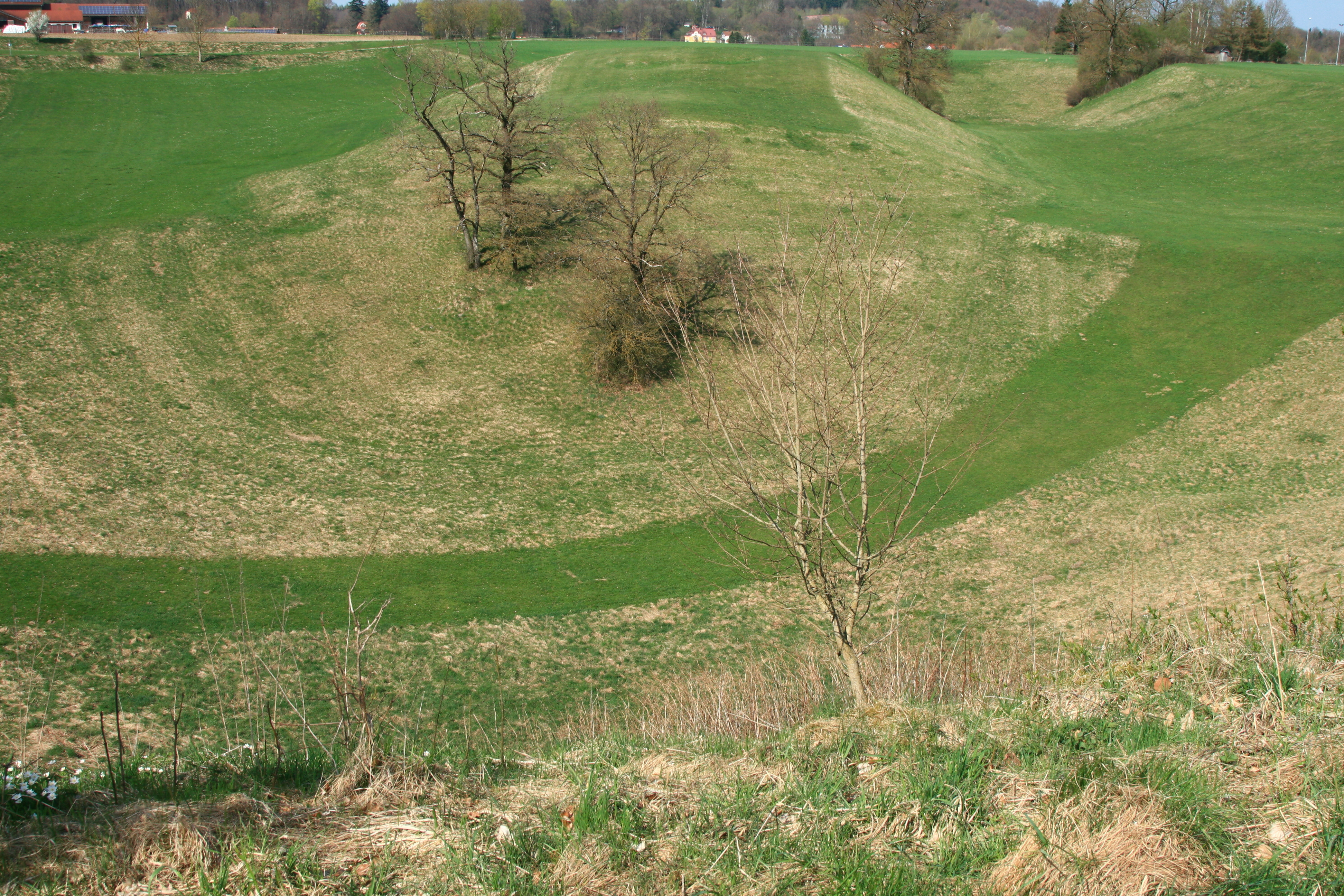
Toteiskessel in Wildenroth

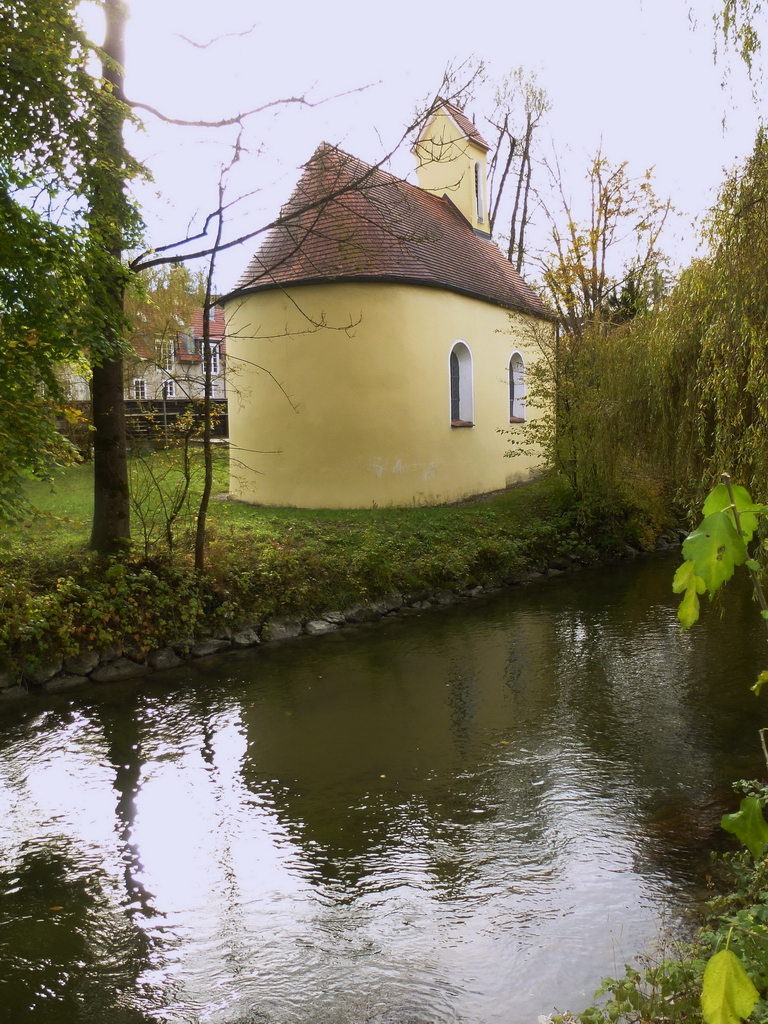
Kapelle St. Nikolaus

Wildenroth ist eine ehemalige Gemeinde und heute ein Gemeindeteil von Grafrath im oberbayerischen Landkreis Fürstenfeldbruck.

## Lage
Das Dorf Wildenroth liegt rund zehn Kilometer südwestlich von Fürstenfeldbruck und 30 Kilometer westlich von München.

## Geschichte
Das Gebiet um das heutige Wildenroth gelangte mit der welfisch-stauferischen Erbschaft an die Wittelsbacher. Mitte des 13. Jahrhunderts wurde die Burg Wildenroth erbaut. 1260 nennt sich der Sohn des Ministerialen Engelschalk von Hegnenberg nach diesem Besitz Konrad von Wildenroth. Die Burg fiel bei der oberbayerischen Landesteilung 1310 an Herzog Ludwig von Bayern-Ingolstadt, den späteren Kaiser. Im Folgejahr verpfändete er die Burg wieder an Marschall Konrad von Wildenroth. 1319 übertrug Konrad die Burg seinem Onkel Berthold von Kühlenthal. 1322 schenkte Kaiser Ludwig von Bayern den Besitz jedoch dem Kloster Fürstenfeld. Mitte des 14. Jahrhunderts wurde die Burg dann abgerissen.
Der Ort Wildenroth unterhalb der Burg übte dank der von Ludwig dem Strengen verliehenen Privilegien die Niedere Gerichtsbarkeit aus. Bis ins 17. Jahrhundert gehörte die von der Amper geteilte Hofmark Wildenroth zu den beiden Landgerichten Weilheim und Landsberg. Später ging sie wie das Kloster Fürstenfeld an das Landgericht Dachau. Zu der Hofmark gehörten auch Jexhof, Rothschwaig sowie der Schöngeisinger Forst.
Am 1. Juli 1972 wurden die Gemeinden Unteralting und Wildenroth mit der einstimmigen Zustimmung beider Gemeinderäte zur Gemeinde Grafrath zusammengeschlossen.

## Sehenswürdigkeiten
- Am östlichen Ortsrand befinden sich mehrere zum Teil sehr gut erhaltene Toteiskessel, der bekannteste ist das Toteisloch Wolfsgrube mit über 100 Metern Durchmesser und über 20 Metern Tiefe.
- Nördlich der Amper liegt das sogenannte Schloss Höhenroth, eine stattliche Neubarockvilla mit Kuppelturm und Schweifgiebel, die 1869 von Julius Loew für Nikolaus Graf von Pückler errichtet wurde. Das Schloss wurde 1907 von Raoul Frank erweitert.
- An der Amperbrücke liegt die Kapelle St. Nikolaus, die 1778 gebaut wurde.
- Kapelle St. Leonhard, erbaut 1900
- Herz-Jesu-Kapelle, erbaut 1898